# 网站跟踪器
網站跟踪器是指歸檔現有網站並跟踪網站隨時間變化的行為。 存在許多用於網站跟踪器的應用程序，這些應用程序可以應用於許多不同的目的。